# Mariola Urrea Corres
Mariola Urrea Corres (Pamplona, 1974) és una jurista i professora universitària espanyola.
Llicenciada en Dret i doctora per la Universitat de la Rioja, és professora titular de Dret Internacional Públic en el Departament de Dret d'aquesta mateixa universitat, on va dirigir el Centre de Documentació Europea. Ha estat degana de la Facultat de Ciències Jurídiques i Socials de la Universitat de la Rioja (2010-2012) i també presidenta de la Conferència de Degans i Deganes de les Facultats de Dret d'Espanya (2011-2012). Va realitzar diferents estades investigadores, entre altres a la Universitat de Saarbrücken (1997 i 2002), a l'Institut Max Planck (1998, 1999 i 2000), al King's College de Londres (1999), Universitat Humboldt de Berlín com a becària del Parlament de la Rioja (2002). Ha estat Jean Monnet Fellow a l'Institut Universitari Europeu de Florència, a Itàlia (2004/05) i Emile Noël Fellow a la Universitat de Nova York (2007). Va ser secretària general i vicerectora de Relacions Institucionals i Internacionals de la Universitat de la Rioja (2012-2016). Així mateix, va ser vocal de la Comissió d'Experts per a la Reforma del Sistema Universitari pel Consell de Ministres (2012). També és vocal de la Comissió d'Assessorament per a l'Avaluació d'Ensenyaments i Institucions de la Fundació Agència Nacional d'Avaluació de la Qualitat i Acreditació (ANECA).
Col·labora en diferents mitjans de comunicació escrits i radiofònics. Des del 2008 participa en el Programa Hoy por Hoy de la Cadena SER i, des del 2017 publica una columna a El País. Les seves àrees d'especialitat són el model d'integració de la Unió Europea, el sistema institucional i la presa de decisions, la Política de Seguretat i Defensa i la participació de les comunitats autònomes en el procés d'integració europeu. Sobre aquests temes ha publicat diversos llibres i d'articles científics.
En 2003 va rebre el Premi d'Investigació García Goyena de la UNED. També ha rebut la Creu al Mèrit Militar amb distintiu blanc (2013). I el 2018 va rebre l'XI Premi d'Investigació Francisco Javier de Landaburu.